# Pörtom-Petalax pingstförsamling
Pörtom-Petalax pingstförsamling är en pingstförsamling i Pörtom och Petalax i Österbotten i Finland. Församlingen grundades vintern 1935 med Gunnar Backman som föreståndare. De flesta medlemmar tidigare tillhört Taborförsamlingen på Bergö.
Hösten 1939 invigdes bönehuset som kom att heta Filadelfia men som numera heter Pingstkyrkan. Frösamlingens namn har också ändrats till Pörtom-Petalax pingstförsamlingen.

## Föreståndare och evangelister
- Gunnar Backman
- Birger Bäck
- Semer Liljeroos
- Anna Yrjölä
- Henry Haga
- Signe Bäck
- Linnea Berg
- Alice Ågren
- Nils Björklund
- Lea Lindqvist
- Rakel Westerholm
- Åke Ådahl
- Viking Eriksson
- David Sjöblom
- Rolf Strömvall
- Harry Blomberg
- Margareta Westerholm
- Ann-Christine Blom
- Erik Rönnlund
- Rafael Kecklund
- Tom Kecklund